# Kevernes
Kevernes è un comune dell'Ungheria di 2 453 abitanti (dati 2001) . È situato nella contea di Békés.